# Beleg van Venlo (1830)

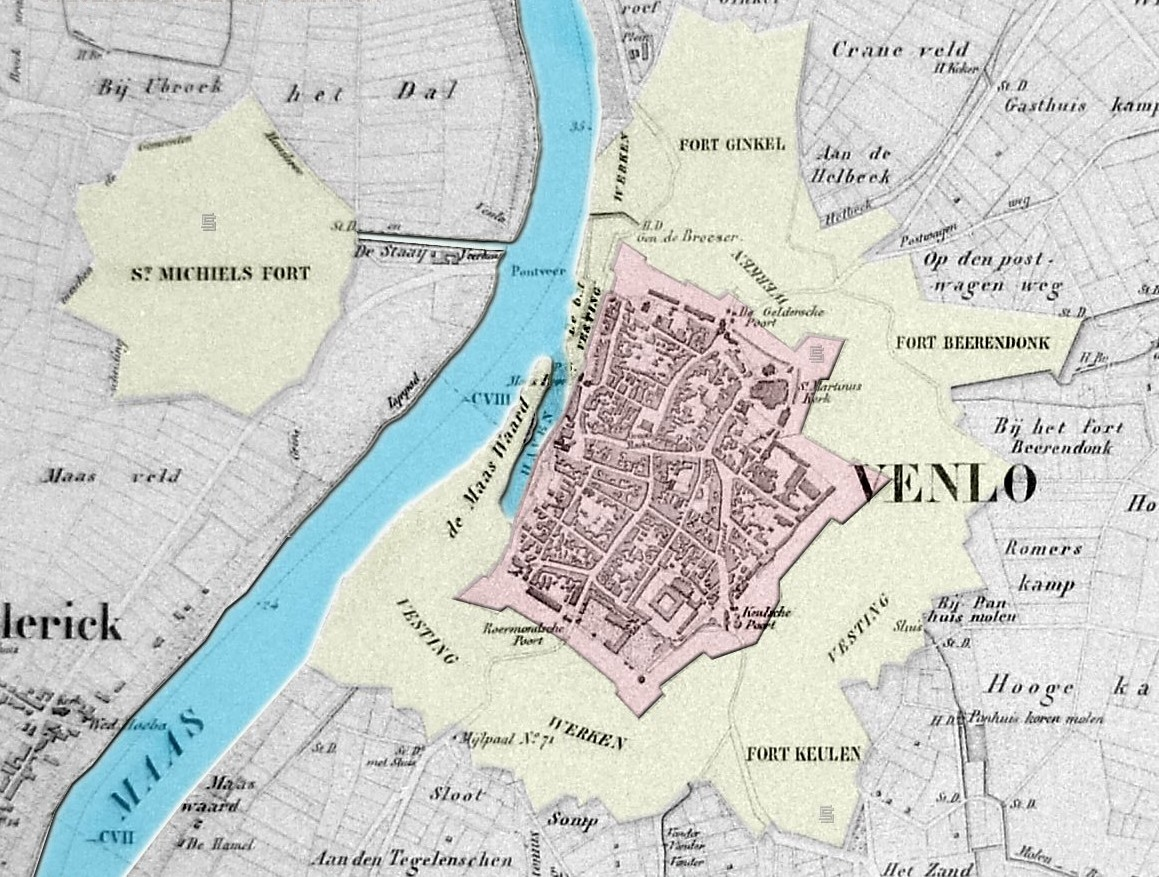
De vesting Venlo in circa 1850

Het Beleg van Venlo in 1830 was onderdeel van de Belgische Revolutie. De belegering vond plaats op 10 en 11 november. Venlo viel in handen van Belgische opstandelingen en bleef Belgisch tot 1839.

## Krijgsverloop
Het beleg maakte deel uit van de opstanden in de Zuidelijke Nederlanden tegen koning Willem I, later bekend als de Belgische Revolutie. Limburg sloot zich aan bij de opstandelingen, met uitzondering van Maastricht, en generaal Nicolas Joseph Daine liep met zijn troepen over van het regeringsleger naar de opstandelingen. Maastricht, de provinciehoofdstad, kon hij niet aanvallen omwille van de troepenovermacht van generaal Dibbets.
Daine voerde het Maasleger naar Maaseik dat hij veroverde, en trok noordwaarts; dit leger telde een 1.000 à 2.000 soldaten, van wie de meesten niet militair getraind waren. Daine wilde absoluut Venlo veroveren. Op hetzelfde moment, november 1830, voerde het Voorlopig Bewind in Brussel diplomatieke onderhandelingen met Parijs en Londen. Diplomaten zochten naar een wapenstilstand.
Op 9 november marcheerde het Maasleger Roermond binnen, zonder wapentreffen. Vanuit Roermond trok Daine met zijn Maasleger van ‘Belgen’ richting Venlo. Venlo werd verdedigd door een 350-tal soldaten onder het commando van generaal F.J.J. van Schepern. Hij had op 28 oktober 1830 Bruce opgevolgd. Van Schepern had in Den Haag schriftelijk zijn beklag overgemaakt over de slechte toestand van de barakken in Venlo. 
Op 10 november 1830 stond het Maasleger voor de poorten van Venlo. De wachtposten aan de Roermondse Poort en de Keulse Poort waren versterkt. Daisne eiste Venlo op, doch Van Schepern weigerde. ’s Anderendaags beschoot het Maasleger Venlo. De burgerij was ontzet. De burgerij, en vooral de schuttersgilde, zocht naar bewapening in het stadhuis. Van Schepern had alles weggelegd omdat hij een eventuele muiterij voor wou zijn. Niettemin konden de burgers nog 400 geweren te pakken krijgen. Ze kwamen in opstand tegen het Nederlands gezag. Een Nederlandse officier met vijftig soldaten muitte mee en opende een stadspoort voor de Belgen. Van Schepern poogde nog zijn troepen naar Pruisen over te brengen, doch het Maasleger arresteerde van Schepern en zowat het hele garnizoen (11 november 1830). Venlo was verloren voor Nederland. In de ogen van Pruisen was de val van Venlo een vernedering voor Nederland.

## Gevolg
De Belgen benoemden Mathieu Brialmont tot stadscommandant en Karel Bontamps, familie van de bekende Venlose drukkerijfamilie, tot burgemeester. 
Het gevolg van de val van Venlo was dat Venlo Belgisch bleef voor de volgende negen jaren (1830-1839) tot het verdrag van Londen (1839). Met de val van Venlo was bovendien de hele voormalige provincie Limburg van het Verenigd Koninkrijk der Nederlanden Belgisch grondgebied, met uitzondering van Maastricht.
In mei 1831 lieten de Belgen van Schepern en zijn manschappen vrij uit krijgsgevangenschap. Het Voorlopig Bewind deed dit op bevel van de Fransen die tot een wapenstilstand wilden overgaan. Van Schepern moest zich achteraf in Nederland verdedigen over zijn rol bij de overgave van Venlo. 
In augustus 1831 voerden de Nederlanders een invasie in België uit tijdens de Tiendaagse Veldtocht. De Nederlandse troepen lieten Maaseik, Venlo en Roermond opzij liggen.
Beleg van Venlo in: 1459 · 1473 · 1480 (1) · 1480 (2) · 1499 · 1511 · 1543 · 1586 · 1597 (Verraad) · 1606 · 1632 · 1637 · 1646 · 1701 · 1702 · 1747 · 1793 · 1830